# Allocricetulus eversmanni
Allocricetulus eversmanni är en däggdjursart som först beskrevs av Brandt 1859.  Allocricetulus eversmanni ingår i släktet Allocricetulus och familjen hamsterartade gnagare. IUCN kategoriserar arten globalt som livskraftig. Inga underarter finns listade.
Arten blir 93 till 115 mm lång (huvud och bål), har en 17 till 28 mm lång svans, 15 till 18 mm långa bakfötter, 12 till 16 mm långa öron och väger 36 till 60 g. Pälsen på ovansidan är allmänt mörkare än hos Allocricetulus curtatus. Den bildas av hår som är grå vid roten och sandfärgad till brun på spetsen. Undersidans hår är likaså grå vid roten men spetsen är vit vad som ger en ljusgrå till vit päls. Kännetecknande är en mörk fläck på bröstet. Svansen är ofta gömd under långa hår som finns på stjärten.
Denna gnagare förekommer i Kazakstan och angränsande delar av Ryssland och norra Kina (Xinjiang). Habitatet utgörs av halvöknar, jordbruksmark, gröna områden i samhällen och öppna skogar.
Individerna äter främst frön och andra växtdelar. Även insekter, andra ryggradslösa djur och små ryggradsdjur som ödlor, mullvadar och fåglar ingår i födan. Honor parar sig 2 till 4 gånger per år, i södra delen av utbredningsområdet allmänt oftare. Per kull föds 4 till 6 ungar.
När honor inte är brunstig är artfränderna aggressiva mot varandra. De gräver enkla bon med en tunnel och en kammare som ligger cirka 30 cm under markytan. Dessutom används bon som skapades av andra djur.